# Bitwa pod Xuzhou (1948)
Bitwa pod Xuzhou – starcie zbrojne, które miało miejsce w trakcie chińskiej wojny domowej w dniach 11–19 listopada 1948 roku.
W listopadzie 1948 r. armia komunistyczna zagroziła 7 Grupie Armii nacjonalistów, wdzierając się klinem w obszar położony w rejonie Xuzhou. Początkowym celem sił komunistycznych pod dowództwem generała Su Yu było okopanie się na północnym brzegu rzeki Bulao i oczekiwanie w tym miejscu na idącego z odsieczą 7 Armii przeciwnika. Później plan ten został zmieniony i w dniu 9 listopada komuniści rozpoczęli przeprawę przez rzekę w celu odcięcia sił nacjonalistycznych pod dowództwem generała Huang Baitao. Przeprawa odbywała się bez przeszkód a wojska nacjonalistów nie podejmowały prób powstrzymania wroga.
10 listopada komuniści pod dowództwem marszałka Liu Bochenga wdarli się na głębokość 30 km pomiędzy siły 7 Armii a jednostki obrony Xuzhou. Tego samego dnia nastąpił atak na miasto Caobaji, lecz pododdział komunistyczny któremu udało się wedrzeć do miasta został całkowicie rozbity. Podobnie niepowodzeniem zakończył się drugi atak komunistów podjęty dzień później. Dopiero w wyniku trzeciego szturmu miasto zostało zdobyte, co umożliwiło komunistom zajęcie pozycji wyjściowych do ataku na Xuzhou.
11 listopada Grupa 7 Armii nacjonalistów znalazła się w okrążeniu. Tego samego dnia w mieście wylądował generał Du Yuming, który objął dowodzenie nad obroną Xuzhou. 12 listopada pod Fuliji doszło do bitwy w której armia Kuomintangu straciła 3000 ludzi. Dzień później Liu Bocheng nakazał atak na Suxian. Walki o miasto trwały do 15 listopada i zakończyły się dopiero po użyciu przez komunistów ciężkich dział i saperów. Sytuacja nacjonalistów stała się ciężka a ich oddziały zagrożone były całkowitym zniszczeniem. Licząca 75 000 ludzi Grupa 7 Armii znajdowała się w okręgu o średnicy 7 km z kwaterą główną w Nianhuangxu. Pozycje obrońców były mimo to doskonale umocnione ciągiem okopów oraz zasiekami z drutu kolczastego. Morale było wysokie a nad głowami żołnierzy jako osłona krążyły samoloty.

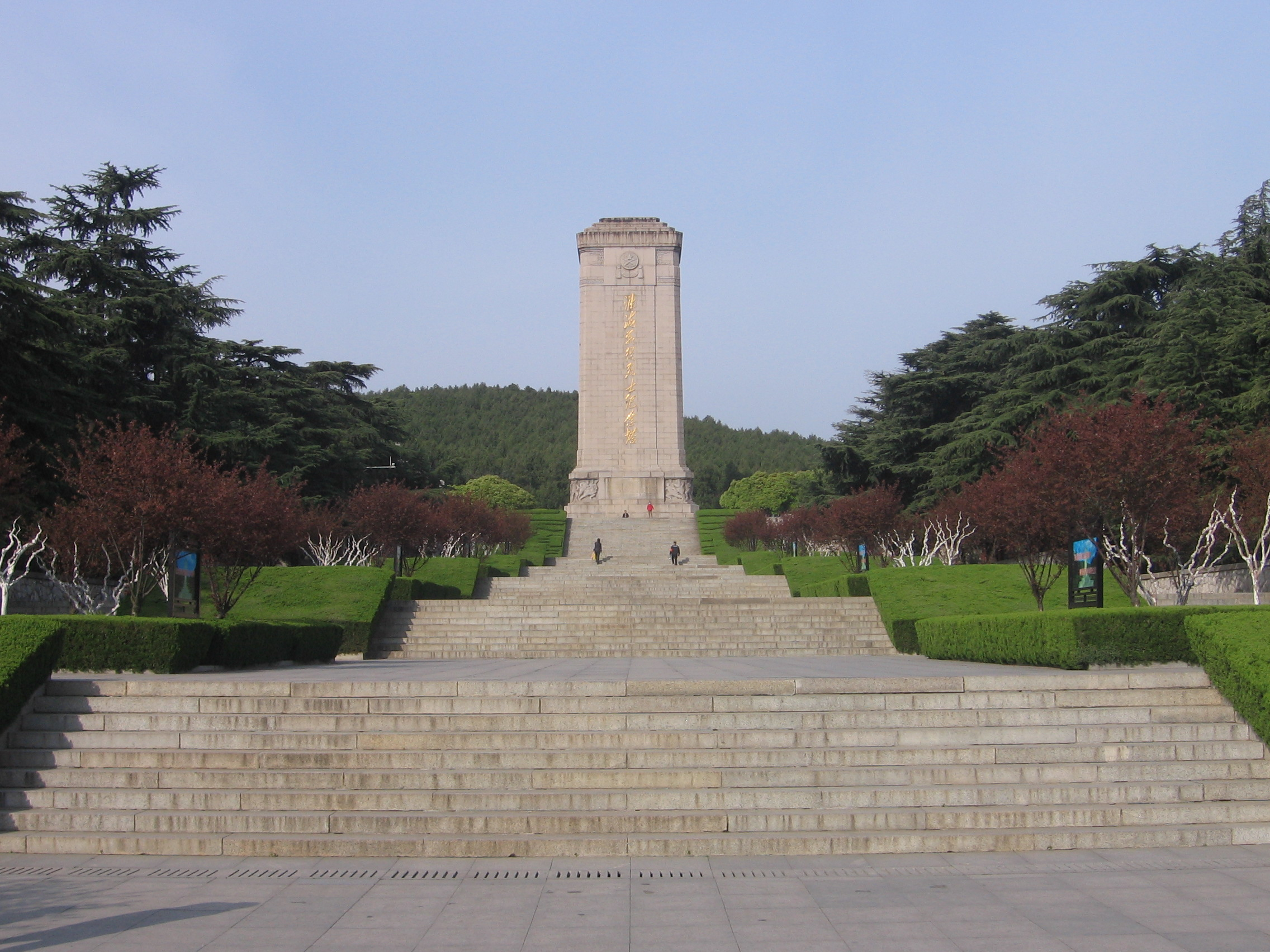
Pomnik poległych żołnierzy w Xuzhou

Pierwszy atak na Xuzhou miał miejsce jeszcze 11 listopada i zakończył się klęską komunistów. Podobny rezultatem zakończył się drugi szturm dzień później. Po ściągnięciu nowych sił w dniu 17 listopada nastąpił decydujący atak komunistów poprzedzony potężnym ogniem artyleryjskim. Następnie atakujący wdarli się do okopów przeciwnika, zmuszając go do wycofania się na kilku odcinkach. Silny opór komuniści napotkali jednak w rejonie kwatery w Nianhuangxu, gdzie zostali odparci. Doszło do walk wręcz a artyleria nacjonalistów strzelała na wprost masakrując atakujące fale komunistów. Walki w tym rejonie trwające do nocy 18 listopada zakończyły się klęską komunistów, którzy na placu boju pozostawili tysiące zabitych i rannych.
W nocy 19 listopada nastąpił kolejny szturm komunistów, który zadał obrońcom znaczne straty. Zdziesiątkowani obrońcy dostali rozkaz przebijania się na zachód. W trakcie odwrotu śmierć poniósł dowodzący armią Huzhou – generał Huang Baitao, który w obawie przed niewolą odebrał sobie życie. 24 listopada 3000 niedobitków 7 Armii wydostało się z okrążenia. Na polu bitwy pozostawili oni 25 000 zabitych i tyle samo rannych w tym większość ciężko.